# Potrerillo (Morropón)
Potrerillo es una localidad peruana ubicada en el distrito de La Matanza, perteneciente a la provincia de Morropón del departamento de Piura, al norte del Perú. 

## Ubicación
Potrerillo se ubica al suroeste de la provincia de Morropón, en el distrito de La Matanza, en el departamento de Piura.

## Demografía
En 2017 Potrerillo tenía una población de 23 habitantes.
| Gráfica de evolución demográfica de Potrerillo entre 1993 y 2017 |
|                                                                  |
| Fuentes: Población 1993 y 2017                                   |